# Automobiles Leroux-Pisart
ALP (Automobiles Leroux-Pisart) is vernoemd naar de oprichters André Leroux en André Pisart. Leroux had voorheen gewerkt voor Métallurgique en Germain. ALP was een Belgisch automerk dat gemaakt werd in Brussel. De auto's werden opgebouwd uit onderdelen van toeleveranciers, zoals motoren van Deutz en Ballot en chassis van Dyle et Bacalan. Het automerk zou slechts bestaan van 1919 tot 1920, mede doordat rond die tijd de markt overspoeld werd door goedkopere Amerikaanse automerken. De werkplaatsen werden overgenomen door Soméa. 